# Alfred Bester (Babylon 5)
Dans l'univers de Babylon 5, Alfred Bester est un télépathe, agent du Corps Psi, rôle récurrent joué par l'acteur Walter Koenig. 

## Biographie du personnage
Bester est né en juillet 2189 aux États-Unis sous le nom de Stephen Kevin Dexter, fils des deux chefs de la rébellion des télépathes refusant de rejoindre le Corps Psi, Matthew Dexter et Fiona Temple. Ses parents meurent lors d'une attaque du Corps contre le quartier-général de la rébellion dans des grottes de la vallée du Tennessee.
Il est alors recueilli par le Corps Psi qui va assurer son éducation, sa formation et son emploi. Télépathe de niveau P12, le plus élevé alors connu, il devient un agent du Corps (psi cop en anglais) chargé de traquer et de ramener les télépathes dissidents. Au cours de ces missions, il n'hésite pas à sacrifier des non-télépathes pour sauver ceux qu'il estime appartenir au Corps Psi, donc à ses yeux, l'avenir de l'humanité.
Sa première mission sur la station Babylon 5 a lieu en 2258 et jusqu'en 2262, chacune de ses visites est marquée par des tensions avec l'état-major de celle-ci. Cependant, les aléas de la guerre des Ombres et de la guerre civile terrienne vont conduire à des alliances temporaires entre l'agent psi et le capitaine John Sheridan, même si son chef de la sécurité Michael Garibaldi fut fait prisonnier et mentalement perturbé par Bester.
Pendant la crise des télépathes sur Terre, Bester finit par fuir : après les attaques de Lyta Alexander et de ses partisans, le Corps Psi est finalement réformé par l'Alliance terrienne et Bester poursuivi pour ses actes. De 2264 à 2271, il est traqué par Michael Garibaldi.
Capturé sur Terre en 2271, il est condamné à l'emprisonnement à vie dans une prison spéciale dans le quartier des télépathes, à Genève. Il découvre la vérité sur ses origines lorsqu'un monument dédié à ses parents qu'il n'a jamais connu, et à leur fils bébé est inauguré. Il meurt en 2281.

## Le personnage dans la série
Le créateur de Babylon 5, Joe Michael Straczynski a nommé son personnage en hommage à l'auteur Alfred Bester qui avait écrit des nouvelles et surtout le roman L'Homme démoli, mettant en scène la télépathie.
Le personnage paraît ignoble par ses méthodes et ses propos car il croit à la suprématie des télépathes sur les « normaux » (mundanes dans la version originale).
Régulièrement présent dans la série, il est un des ennemis des héros, notamment Susan Ivanova à cause du suicide de sa mère télépathe et Michael Garibaldi qui n'a aucune confiance dans les télépathes. Cependant, l'équipage de la station est parfois forcé de coopérer avec Bester. La vie privée et la fin de ce personnage de fiction est racontée dans plusieurs épisodes de la série télévisée et dans une trilogie de romans de J. Gregory Keyes.

## Walter Koenig et son rôle
Au départ, Straczynski, créateur de la série, avait préparé pour Koenig le rôle d'un des deux « chevaliers » de l'épisode 1.08 Souvenirs mystérieux (And the Sky Full of Stars). Cependant, pendant l'été 1993, Koenig subit un pontage aorto-coronarien. Straczynski le redistribue alors dans le rôle du personnage de Bester dans 1.06 Guerre mentale (Mind War) tourné en dixième épisode, mais diffusé avant Souvenirs mystérieux.
L'arrivée de Walter Koenig dans Babylon 5 fut remarquée, car il a longtemps joué Pavel Chekov dans Star Trek. Or, Deep Space Nine, une des séries dérivées de Star Trek, était alors en concurrence directe avec Babylon 5.